# Solna strand
Solna strand is een station van de Stockholmse metro dat werd geopend op 17 augustus 1985 onder de naam Vreten. Het station ligt in de wijk Huvudsta van de gemeente Solna aan de blauwe route op 6,2 kilometer van het metrostation Kungsträdgården (het oostelijke eindpunt van de blauwe route).

## Geschiedenis
In de plannen voor de blauwe route uit 1965 was dit station, tussen Södra Huvudsta en Sundbybergs centrum, niet opgenomen. Het terrein boven het metrostation waren vroeger de landerijen van de boerderij Vreten die stond op de hoek van de huidige Tritonvägen en Landsvägen. In de 19e eeuw werden op de landerijen enkele villa's in de peperkoek stijl opgetrokken. Nadat het metroplan van 1965 was gepresenteerd werd het terrein ontwikkeld tot bedrijventerrein met de naam Vretens industriområde. De eigen tunnel voor lijn T10 is het laatste in de twintigste eeuw gebouwde deel van de blauwe route. Hierin werd, om het bedrijfsterrein een aansluiting op de metro te geven, het station Vreten ingepast.

## Station
Het station ligt in een kunstmatige grot op 28 meter onder de Vretenvägen. De verdeelhal is toegankelijk vanaf de Korta gatan aan de noordwest kant van het perron. Het station is opgesierd met het kunstwerk Himmelen av kub (blokken lucht) van de Japanse kunstenaar Takashi Naraha. Het kunstwerk bestaat uit een zwarte kubus bij de ingang en 16 blauwe kubussen met wolkenmotief op het perron, de wanden en het plafond. De kunstenaar wilde hiermee de zwarte tunnel in het licht zetten en de hemel naar de donkere tunnel brengen.
In het begin van de 21ste eeuw werd de naam van het industrieterrein, vanwege "de betere uitstraling", veranderd in Solna strand. In 2013 dienden de bedrijven het verzoek in om ook het metrostation van naam te wijzigen en sinds 18 augustus 2014 heet ook het station Solna strand.

## Verkeer
Solna Strand is een vrij rustig station dat in een typische kantoorwijk ligt en dat met name tijdens de spitsuren gebruikt wordt. Aanvankelijk werd het station dan ook beperkt bediend en reden de treinen 's avonds laat na ongeveer 22.30 uur zonder te stoppen door. Op zaterdag, zondag en feestdagen stopten de treinen alleen tussen ongeveer 08:30 en 17:10. Dit veranderde met de winterdienstregeling in 2011 en pas sinds 22 augustus van dat jaar stoppen alle treinen op het station.  

## Afbeeldingen

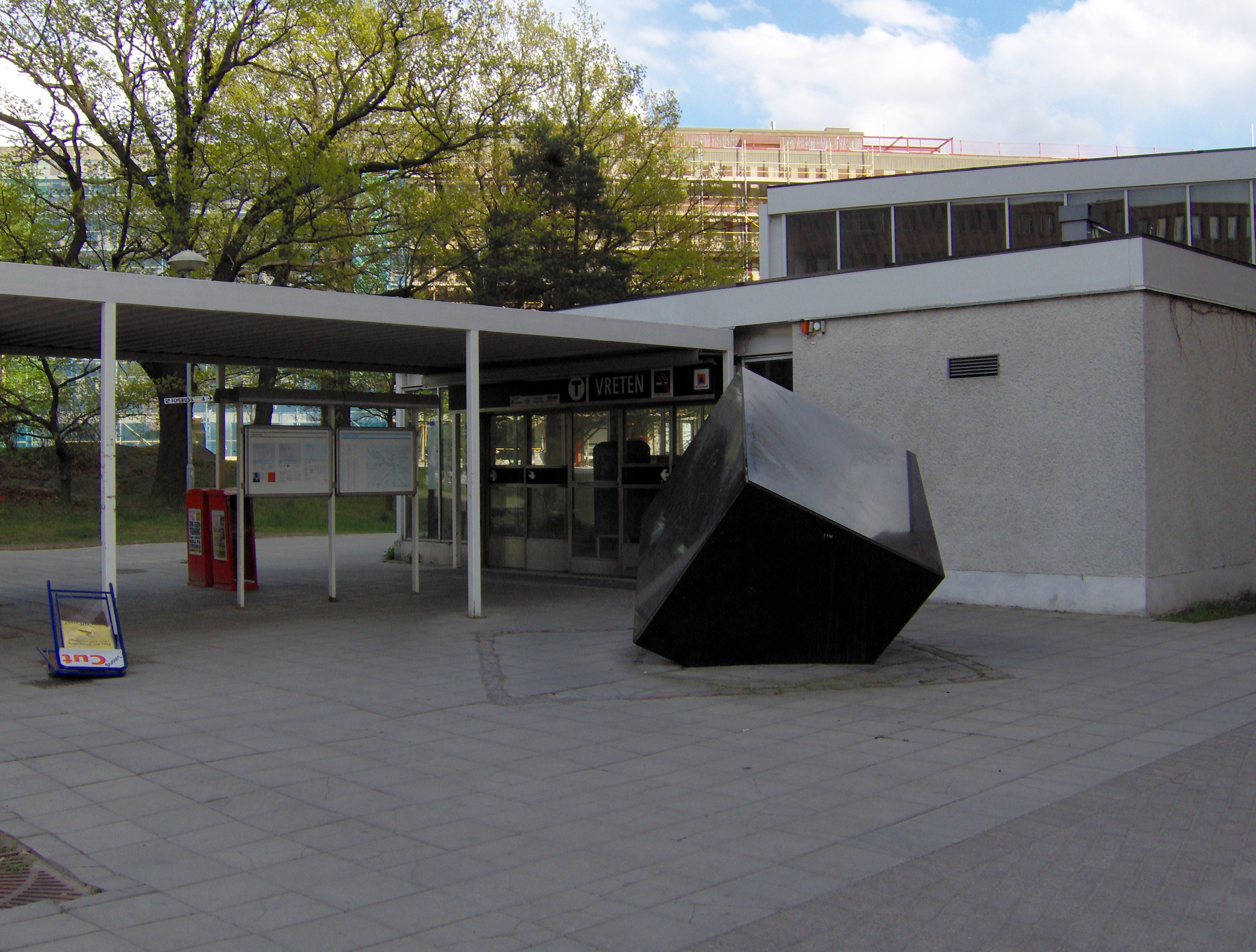
De ingang aan de Korta gatan met de zwarte kubus
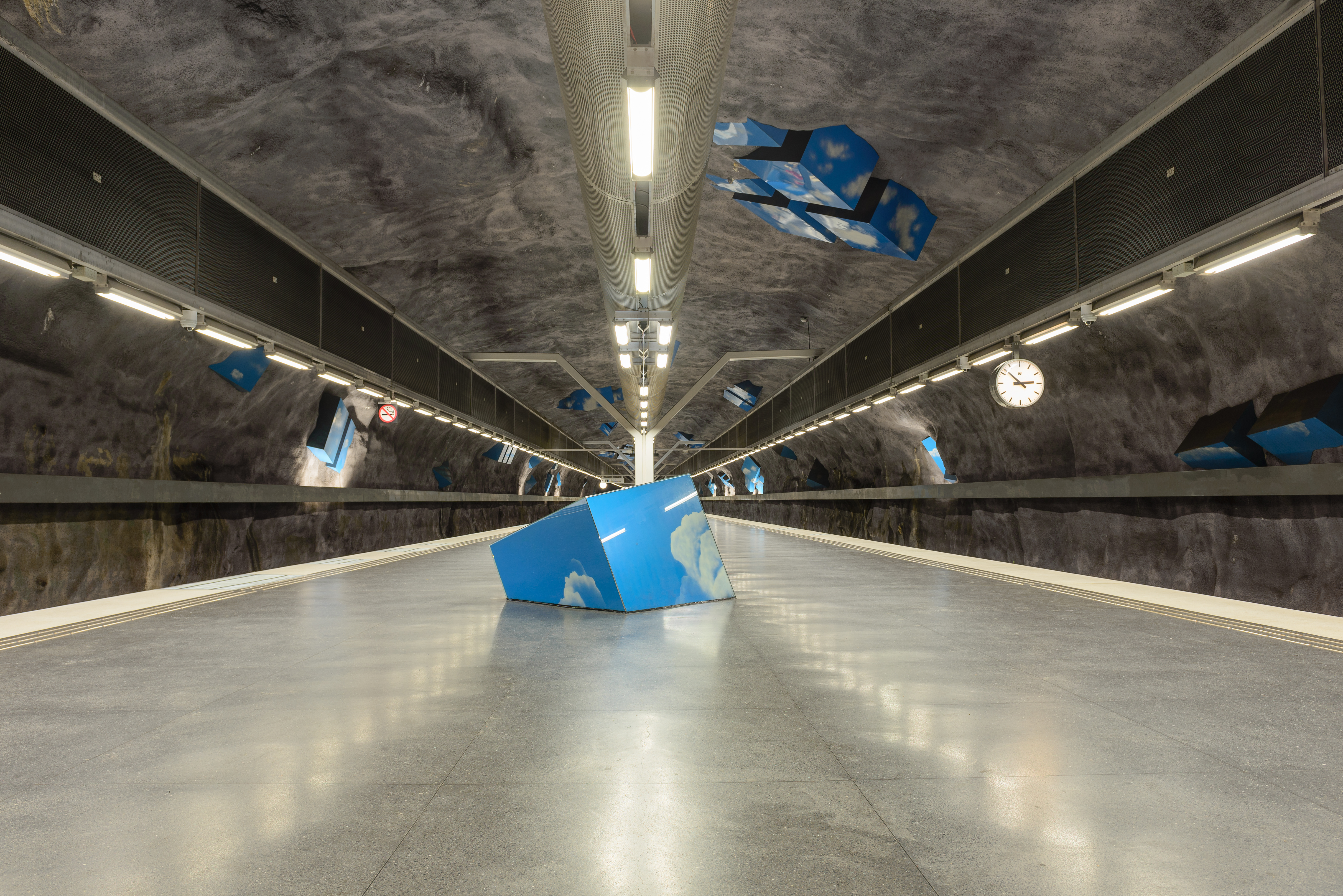
De blokken lucht op en rond het perron
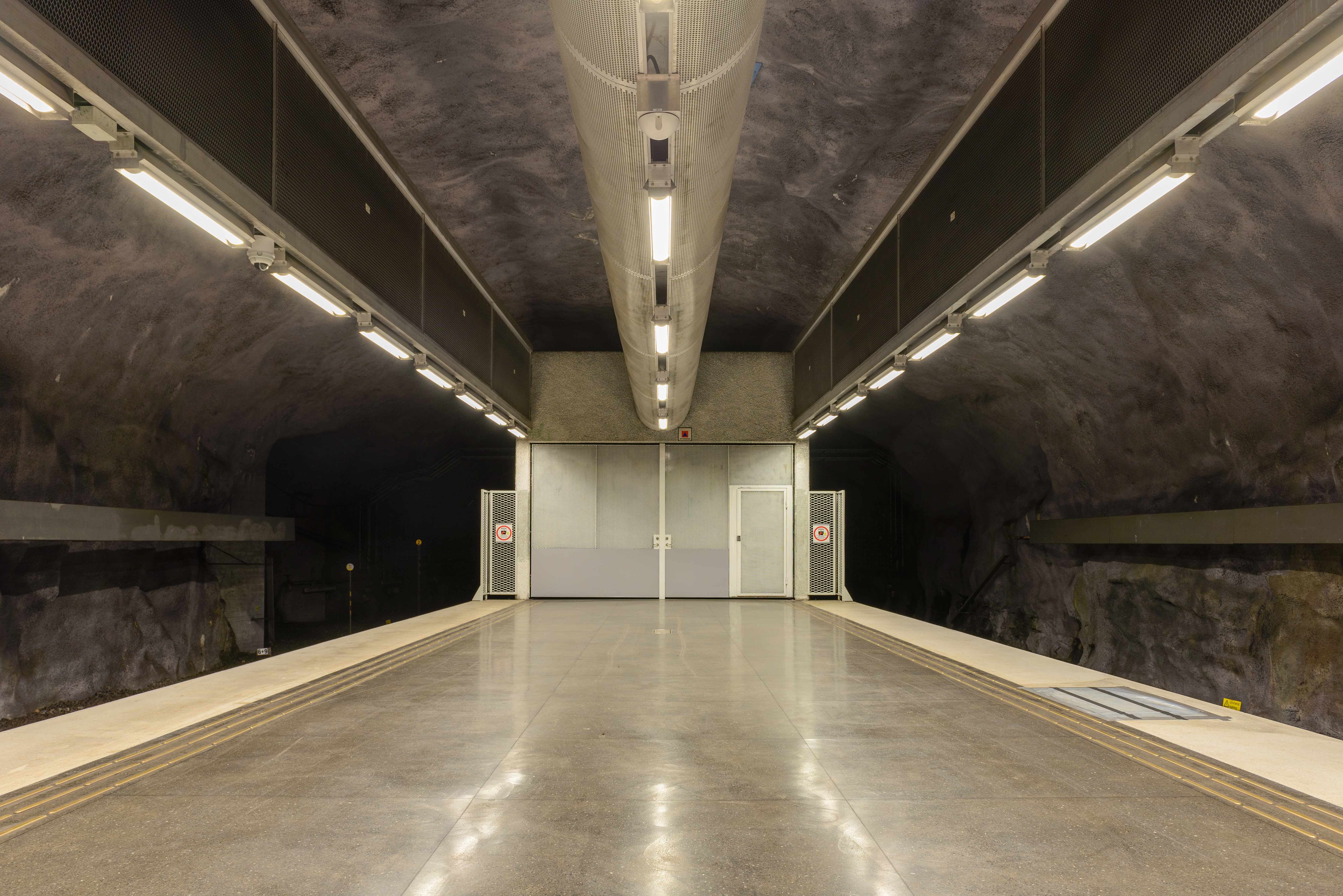
Het zuidoostelijke perroneinde

Hjulsta ·
Tensta ·
Rinkeby · 
Rissne · 
Duvbo ·
Sundbybergs centrum · 
Solna strand · 
Huvudsta · 
Västra skogen ·
Stadshagen ·
Fridhemsplan ·
Rådhuset ·  
T-Centralen ·
Kungsträdgården · 
(Sofia) ·
(Hammarby kanal) ·  
(Sickla) ·
(Järla) ·
(Nacka centrum)